# 高木家の惨劇
『高木家の惨劇』（たかぎけのさんげき）は、日本の推理作家・角田喜久雄が著した長編推理小説（三人称小説）。
別題は『銃口に笑ふ男』または『蜘蛛を飼ふ男』。

## 概要
1947年5月号の「小説」誌に『銃口に笑ふ男』の題名で一挙掲載された長編ミステリ。作者のシリーズ探偵・加賀美敬介捜査一課長の長編第一弾で、同シリーズでは実質的に最初に執筆された作品である。『本陣殺人事件』『獄門島』『刺青殺人事件』『不連続殺人事件』などと並ぶ戦後直後の推理文壇の旗手的作品のひとつであり、大小さまざまに組み合わされた複数のトリック、鮮やかな登場人物の描写などの面で高い評価を誇る日本ミステリー史上の名作。

## あらすじ
1945年11月7日の午後三時。警視庁の加賀美捜査課長は、たまたま入った日比谷の喫茶店「リベラル」にて、注文した飲み物に蜘蛛が入っていたと喚く若者の姿を目にした。そしてその時刻、くだんの若者・高木吾郎の実家で、鷺ノ宮の資産家、高木家の当主・高木孝平が睡眠中に何ものかに射殺される事件が生じていた。加賀美は吾郎がアリバイ作りのため、先の騒ぎを起こしたのかと推察。さらに捜査を進めるなか、吾郎を含む高木家の家人・親族・使用人の多くが、人非人の孝平を嫌っていたことが判明する。彼らにはそれぞれ動機があり、また何人かは拳銃の扱いにも長けているようだった。だがみな一様に殺害時刻のアリバイを持っている。やがて捜査が進んで新事実がさらに明らかになるなか、またも新たな事件の展開が…。

## 登場人物

### 高木家の関係者
高木孝平
高木家の主人。57歳。元子爵。鷺ノ宮周辺に二千坪の地所を構える資産家だが、先祖代々、不祥事を起こしてきた土地の顔役の家系の末裔。酷薄かつ好色な人物で、8年前に妻を発狂に追い込み、あげくの果てに自殺に追いやったとされている。
自宅の寝室で、射殺された死体となって発見される。
青島勝枝
孝平の妹。43歳。フランス駐在の外交官とのわずか三カ月の結婚歴があったが、3年前に離婚した出戻り。現在は高木家に居住。陰気で表情が固い。
高木吾郎
孝平の一人息子。23歳。別居中。軍隊経験がある。母を死に追いやった父を恨んでいるが、生活に困窮しており、やむなく父に援助を依頼。だが断られてますます父への憎しみを募らせる。
大沢為三
孝平の従兄弟。51歳。吝嗇家。練馬に住む独身者で、自家栽培の野菜をヤミ売りして暮らす。孝平の死で高木家の資産が分配されるものと期待する。
丹羽登
孝平の甥。30歳。品川のタバコ屋の二階に下宿する独身者。警視庁とも馴染みの大前田興信所の所員で、それなりの凄腕。加賀美のプライベートな情報も聞き及んでいる。ハリー・フーディーニ。の信奉者で、冷笑的な人物。物語中盤まで行方が掴めない。
山城友子高木家の女中。20歳。半年前から働く痩身で青白い娘。見た目は、少し可愛い。
姉も元・高木家の使用人だったが、孝平に犯されて捨てられたという過去がある。
伊藤京子高木家の女中。28歳。4日前から高木家で働く。口数が多く、好奇心が旺盛。 板橋区の出身。

### 捜査陣
加賀美敬介
警視庁の捜査一課長。ヘビースモーカーの巨漢。
戸田刑事部長
加賀美の上司。
五十嵐警部
峰刑事
片桐刑事
入江刑事

### その他
根本
高木家の依頼を受ける弁護士。孝平の遺言書も作成した。
斉藤文助
ルンペン。事件の証人となる。
加賀美の妻
美人の良妻。
加賀美の娘
6歳の少女。

## 書誌
- 岩谷選書（岩谷書店）/1950年初版…『蜘蛛を飼ふ男』の書名で刊行
- 探偵双書（春陽堂）/1955年初版
- 現代長編小説全集「角田喜久雄・高木彬光集」（講談社）/1959年初版
- 春陽堂文庫/1970年9月30日初版
- 角田喜久雄全集〈13〉（講談社）/1971年初版
- 創元推理文庫・日本探偵小説全集〈３〉大下宇陀児・角田喜久雄集/1985年7月26日初版